# Chire Koyama
Pour les articles homonymes, voir Koyama.
Chire Koyama (小山 ちれ, Koyama Chire) née le 30 septembre 1964 à Shanghai), aussi connue sous le nom chinois de He Zhili (何智麗), est une pongiste chinoise, ayant pris la nationalité japonaise en 1989.

## Biographie
Elle a remporté les championnats du monde de tennis de table en simple dames en 1987 sous le nom de He Zhili avec la nationalité chinoise. Mais à la suite d'un désaccord avec son entraîneur qui lui aurait demandé de perdre la demi-finale pour laisser se qualifier sa compatriote Guan Jianhua qui était censée battre la coréenne Yang Young-Ja, elle a décidé de quitter l'équipe de Chine, son entraineur ne la laissant pas participer aux jeux olympiques de 1988.
Elle a par la suite remporté les jeux asiatiques en 1994 sous les couleurs du Japon, son pays d'adoption, et participé pour le Japon aux jeux olympiques de 1996 et de jeux olympiques de 2000.
Elle détient le record du nombre de victoires en simple aux Championnats d'Asie. Elle a gagné les éditions de 1984, 1986 et 1988 sous les couleurs de la Chine. Avec le Japon, elle décroche le titre de 1996.